# Begraafplaats van Turku
De Begraafplaats van Turku (Fins:Turun hautausmaa) is de begraafplaats van de Finse stad Turku. De begraafplaats werd opgericht in 1807 door landschapsarchitect Charles Bassi. Binnenin de begraafplaats bevinden zich verschillende afdelingen voor alleen Orthodoxe, Katholieke, Joodse en Islamitische graven. Er staan twee kapellen op het terrein: de Verrijzeniskapel uit 1941 en het Kapel van het heilige kruis uit 1967.